# Reprezentacja Szwajcarii w piłce wodnej mężczyzn
Reprezentacja Szwajcarii w piłce wodnej mężczyzn – zespół, biorący udział w imieniu Szwajcarii w meczach i sportowych imprezach międzynarodowych w piłce wodnej, powoływany przez selekcjonera, w którym mogą występować wyłącznie zawodnicy posiadający obywatelstwo szwajcarskie. Za jej funkcjonowanie odpowiedzialny jest Szwajcarski Związek Pływacki (SWSW), który jest członkiem Międzynarodowej Federacji Pływackiej.

## Historia
W 1920 reprezentacja Szwajcarii rozegrała swój pierwszy oficjalny mecz na igrzyskach olimpijskich.

## Udział w turniejach międzynarodowych

### Igrzyska olimpijskie
Reprezentacja Szwajcarii 5 razy występowała na Igrzyskach Olimpijskich.  Najwyższe osiągnięcie 11. miejsce w 1920 i 1924 roku.

### Mistrzostwa świata
Dotychczas reprezentacji Szwajcarii żadnego razu nie udało się awansować do finałów MŚ.

### Puchar świata
Szwajcaria żadnego razu nie uczestniczyła w finałach Pucharu świata.

### Mistrzostwa Europy
Szwajcarskiej drużynie 5 razy udało się zakwalifikować do finałów ME. Najwyższe osiągnięcie 7. miejsce w 1950 roku.